# Stephen W. Wilson

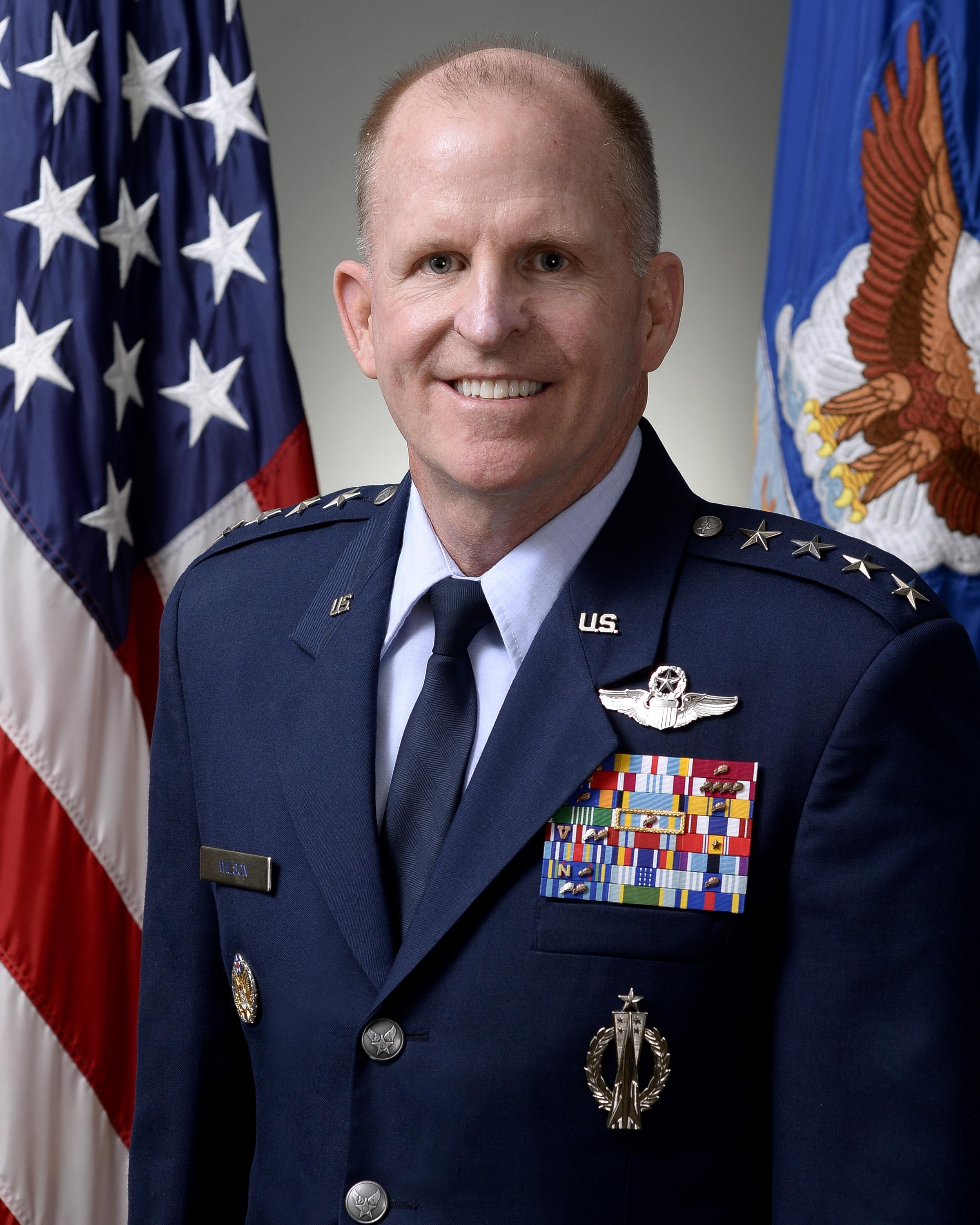
Stephen W. Wilson (2016)

Stephen W. Wilson (* um 1959) ist ein pensionierter General der United States Air Force. Er war unter anderem Kommandeur des Air Force Global Strike Command. Außerdem bekleidete er zwischen 2016 und 2020 das Amt des Vice Chief of Staff of the Air Force.

## Leben
Über das ROTC-Programm der Texas A&M University gelangte Stephen Wilson im Jahr 1981 in das Offizierskorps des United States Air Force.
Im Lauf seiner militärischen Karriere absolvierte er verschiedene Kurse und Schulungen. Dazu gehörten unter anderem eine Ausbildung zum Kampfpiloten und weitere Fortbildungskurse als Pilot neuer Flugzeugtypen, die Squadron Officer School auf der Maxwell Air Force Base (Maxwell AFB) in Alabama, das Air Command and Staff College, das sich ebenfalls auf der Maxwell AFB befindet, die U.S. Air Force Weapons School auf der Nellis Air Force Base in Nevada, das Air War College, das ebenfalls auf der Maxwell AFB angesiedelt ist, der Joint Force Air Component Commander Course, der Joint Flag Officer Warfighting Course und der Pinnacle Course an der National Defense University. Außerdem erhielt er akademische Grade von der South Dakota School of Mines and Technology und der Harvard Kennedy School.
In seinen frühen Jahren als Offizier der Luftwaffe war er an verschiedenen Stützpunkten in den Vereinigten Staaten stationiert. Dabei war er als Pilot, Flugausbilder oder Stabsoffizier bei unterschiedlichen Einheiten tätig. Dazwischen absolvierte er die erwähnten Schulungen. Als Stabsoffizier war er unter anderem zwischen Juli 1993 und September 1995 in Stuttgart im Hauptquartier des United States European Commands in dessen Stabsabteilung J5 tätig.
Zwischen Juli 2002 und März 2004 kommandierte Stephen Wilson als Oberst auf der Barksdale Air Force Base in Louisiana die 608th Air Operations Group. Danach war er bis Juni 2006 Kommandeur des 14. Ausbildungsgeschwaders (14th Flying Training Wing), das auf der Columbus Air Force Base in Mississippi stationiert war. Es folgte eine Versetzung zur Randolph Air Force Base in Texas, wo er zwischen Juni 2006 und Juli 2007 Stabsoffizier beim Air Education and Training Command war.
Anschließend wurde er nach Manitoba in Kanada versetzt. Dort war Stephen Wilson zwischen Juli 2007 und Juli 2009 stellvertretender Kommandeur der kanadisch-amerikanischen Luftverteidigungsregion um Winnipeg (Deputy Commander, Canadian North American Aerospace Defense Region, Winnipeg, Manitoba, Canada). Daran schloss sich eine Versetzung in den Nahen Osten an, wo er bis Juli 2010 das 379. Expeditionsgeschwader (379th Air Expeditionary Wing) kommandierte.
Nach seiner Rückkehr in die Vereinigten Staaten wurde Wilson zum Hauptquartier der Luftwaffe versetzt. Dort war er bis Juni 2011 Stabsoffizier in dessen Abteilung für Operationen. Zwischen dem 3. Juni 2011 und dem 23. Oktober 2013 kommandierte er auf der Barksdale AFB die 8. Luftflotte. Gleichzeitig kommandierte er eine dem U.S. Strategic Command unterstehende Einheit (Joint Functional Component Commander for Global Strike, U.S. Strategic Command). Danach übernahm er den Oberbefehl über das Air Force Global Strike Command, das ebenfalls auf der Barksdale AFB angesiedelt ist. Dieses Amt hatte er zwischen dem 23. Oktober 2013 und dem 28. Juli 2015 inne. Es folgte eine Versetzung zur Offutt Air Force Base in Nebraska. Dort bekleidete Wilson zwischen Juli 2015 und Juli 2016 das Amt des stellvertretenden Kommandeurs des United States Strategic Commands.
Am 21. Juli 2016 wurde Stephen Wilson als Nachfolger von David L. Goldfein der 39. Vice Chief of Staff of the Air Force. Diese Aufgabe nahm er bis zum 16. November 2020 wahr, als David W. Allvin seine Nachfolge antrat. Er war zum Zeitpunkt seiner Pensionierung der Vice Chief of the Air Force mit der längsten Dienstzeit überhaupt. Anschließend schied er aus dem aktiven Militärdienst aus.
Nach seiner Pensionierung wurde er Vorstandsmitglied der Firma BAE Systems, Inc.
Während seiner aktiven Zeit als Militärpilot absolvierte Wilson über 4600 Flugstunden auf verschiedenen Flugzeugtypen.

## Daten der Beförderungen
| Abzeichen | Rang               | Jahr              |
| --------- | ------------------ | ----------------- |
|           | Second Lieutenant  | 2. Juni 1981      |
|           | First Lieutenant   | 2. Juni 1983      |
|           | Captain            | 2. Juni 1985      |
|           | Major              | 1. Juni 1993      |
|           | Lieutenant Colonel | 1. Januar 1997    |
|           | Colonel            | 1. Juni 2002      |
|           | Brigadier General  | 3. Dezember 2007  |
|           | Major General      | 1. September 2011 |
|           | Lieutenant General | 23. Oktober 2013  |
|           | General            | 22. Juli 2016     |

## Orden und Auszeichnungen
Stephen Wilson erhielt im Lauf seiner militärischen Laufbahn unter anderem folgende Auszeichnungen:
- Defense Distinguished Service Medal
- Air Force Distinguished Service Medal
- Defense Superior Service Medal
- Legion of Merit
- Bronze Star Medal
- Air Medal
- Defense Meritorious Service Medal
- Meritorious Service Medal
- Aerial Achievement Medal
- Air Force Commendation Medal
- Army Commendation Medal
- Joint Meritorious Unit Award
- Air Force Meritorious Unit Award
- Air Force Outstanding Unit Award
- Combat Readiness Medal
- National Defense Service Medal
- Global War on Terrorism Expeditionary Medal
- Global War on Terrorism Service Medal
- Humanitarian Service Medal
- Nuclear Deterrence Operations Service Medal
- Bronze oak leaf cluster
- Air Force Longevity Service Award

Hinzu kommen noch einige Ordensbänder (Ribbons). 